# Манастир Раваница
Манастир Раваница је женски православни манастир у Србији који се налази у подножју Кучајских планина, поред села Сења код Ћуприје. Манастир припада Епархији браничевској Српске православне цркве. 
Старешина манастира је игуманија мати Марија (Чеперковић), са сестринством на челу од 6. маја 2005. године.
У манастирској цркви посвећеној Вазнесењу Христовом данас се налазе мошти кнеза Лазара. Манастир Раваница представља заштићено непокретно културно добро као споменик културе од изузетног значаја. 
Раваница је задужбина кнеза Лазара Хребељановића. После Косовске битке и Лазареве погибије, његове мошти пренесене су из приштинске цркве Вазнесења у Раваницу 1392. године. Манастир је од тада постао место ходочашћа и жижа око које се ствара култ кнеза Лазара, косовског мученика, а затим и његових сабораца. Више пута била је рушена и паљена при чему није страдала сама црква, већ утврђење и манастирске зграде. Црква је тешко страдала 1686/7. године, када је побијен и већи број раваничких монаха.
Током аустро-турског рата 1788—1791. године, народу познатијем као Кочина крајина, манастир Раваница је спаљен 9. априла 1788. године. Црква је посвећена Вазнесењу Господњем и ограђена је чврстим одбрамбеним зидом са седам кула. Раваница је саграђена између 1375. и 1377. године, а фреске су осликане неколико година пред Косовску битку. На ктиторској композицији се, поред кнеза Лазара налази и књегиња Милица и њихови синови Стефан и Вук.

## Архитектура
По својим архитектонским и ликовним обележјима раваничка црква представља почетак моравске школе. Црква представља оригинално архитектонско решење настало спајањем светогорске традиције тролисне основе и модела уписаног крста са пет купола, одомаћеног у време краља Милутина. Тролисна основа је постала узор у даљем развоју просторне концепције храмова. Црква је зидана наизменичним редовима камена и опеке, украшена је керамопластичним декоративним елементима и богатом рељефном пластиком.
Духовник манастир од (1961—1994) био је јеромонах Максим Рајчић.
Као значајно средиште духовног, културног, књижевног и уметничког живота Раваница је утицала на настанак више цркава и манастира, међу којима се истичу оближњи манастир Сисојевац и цркве у Петрушкој области.
Стубови који носе куполу украшени су богато мотивом везаних ланчаних медаљона. Кругови су у богатим оквирима, на плавој позадини, украшеној раскошним орнаментима изведеним златом, пењу се ка небу, и ритмом линија, колористичким односима и раскошном, новом применом орнамената дају специфичан печат живопису Раванице.
До данас су сачуване три куле и део северног бедема, али је за потребе одбране манастира подигнутог у долини сигурно било неопходно велико и јако утврђење. У старим изворима се помиње да је манастирска утврда имала 7 пиргова, док је један путописац 1568. године видео свега 4 очуване куле. У првој половини 19. века, 1829. године, је унутар манастирског комплекса још увек постојала велика трпезарија из средњег века, али ње данас више нема.

## Живопис
Живопис у Раваници је веома оштећен. Читави делови зидова данас су без фресака.
На фрескама, које су остале очуване у олтарском и главном унутрашњем простору цркве, запажају се извесне новине везане за шеме у избору тема и циклуса (Велики празници, Христова страдања, Чуда и параболе), које ће постати правило у осликавању потоњих храмова Моравске Србије. У куполама су фреске Христа, Богородице, Анђела и пророка, у олтару су представе Христовог страдања и оваплоћења, док су у наосу циклуси Великих празника, Чуда и јеванђелских приповести као и свети ратници и монаси.
У целом западном делу цркве и на свим стубовима присутни су само пустињаци који се одричу свега Христа ради, свети мученици за веру и активни борци за Христа. Свети ратници представљени су у најнижој зони. Овако замишљено и доследно спроведено украшавање Раванице везује се за црквене кругове са којима је кнез Лазар био тесно повезан, посебно са монасима и испосницима.

## Старешине манастира
- Јефимија Мићић, (1946—1958)
- Гаврила Игњатовић, (1958—2005)
- Марија Чеперковић, (2005—тренутна)

## Галерија
Живопис